# Rodelle
Rodelle (en occitano antiguo, Rodella) es una comuna francesa situada el departamento de Aveyron, en la región de Occitania.

## Demografía
| 942 | 884 | 759 | 743 | 845 | 889 | 1056 |
| Para los censos de 1962 a 1999 la población legal corresponde a la población sin duplicidades (Fuente: INSEE [Consultar]) |     |     |     |     |     |      |